# Récepteur aux chémokines CC
Pour les articles homonymes, voir CCR.
Les récepteurs au chémokines CC (en anglais, CC chemokine receptors ou CCR) constituent une sous-famille de protéines avec une fonction de récepteur couplé aux protéines G.

## Membres
- CCR1
- CCR2
- CCR3
- CCR4
- CCR5
- CCR6
- CCR7
- CCR8
- CCR9
- CCR10
- CCR11